# Groszek łąkowy
Groszek łąkowy, groszek żółty (Lathyrus pratensis L.) – gatunek rośliny wieloletniej należący do rodziny bobowatych. Rośnie dziko w Azji, Europie i Afryce Północnej. Jest pospolity na terenie całej Polski.

## Morfologia

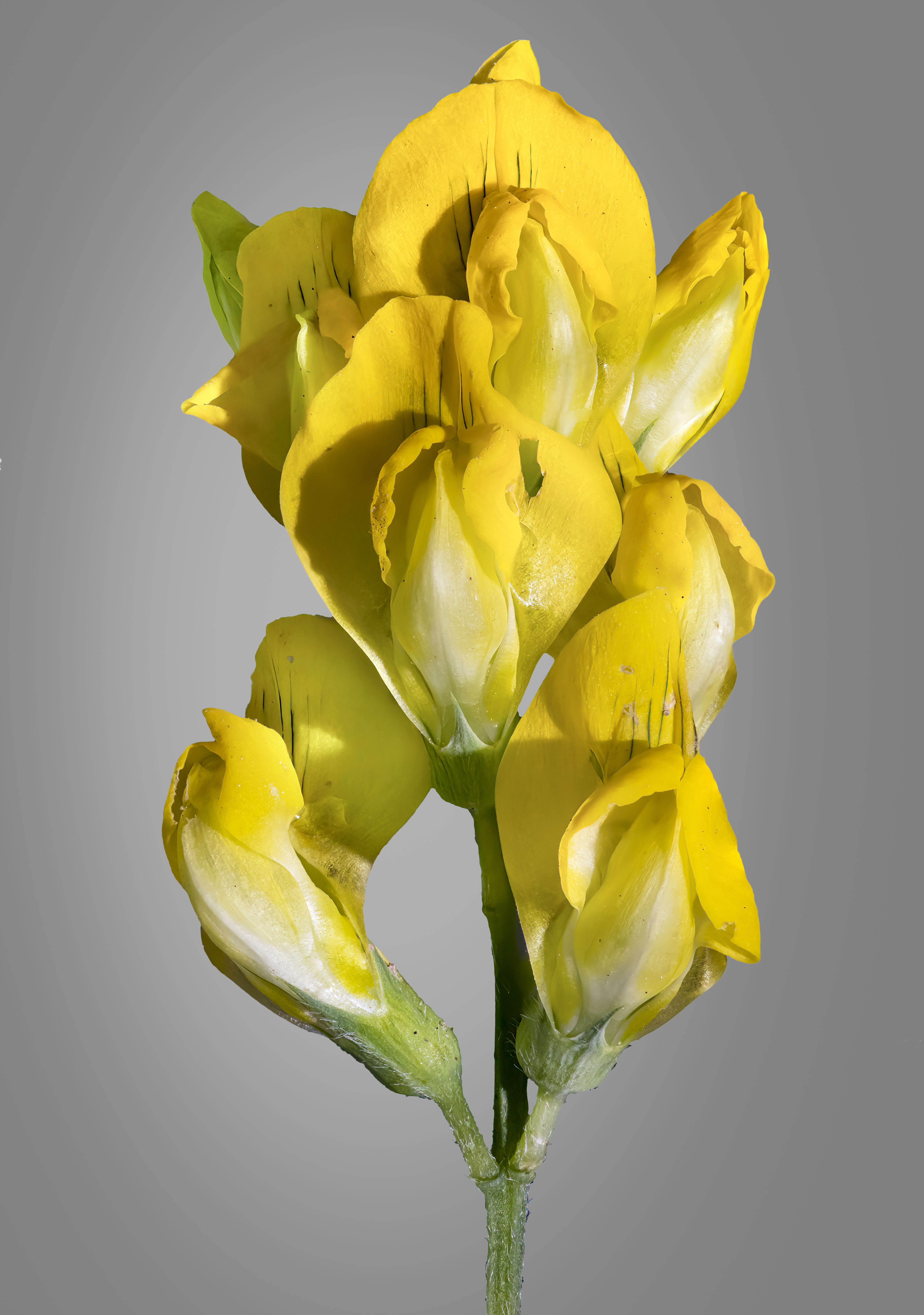
Kwiaty

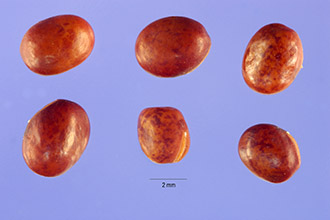
Nasiona

ŁodygaWiotka i rozgałęziona, ścieląca się lub czepiająca podpór, na przekroju czterokanciasta, naga lub owłosiona. Długość do 100 cm.
LiścieZłożone, posiadające jedną tylko parę podłużnie lancetowatych listków, jeden lub dwa wąsy czepne i bruzdkowany ogonek. Listki mają zaostrzone końce i równoległą nerwację. Występują duże, strzałkowate przylistki.
KwiatyMotylkowe, zebrane w grona u nasady liści, na szypułkach znacznie dłuższych od liści. Kielich zrosły, o 5 żółtych, wyraźnie nierównych i odgiętych ząbkach, płatki korony również żółte, łódeczka otwierająca się tylko na szczycie. W środku 1 pręcik wolny i 9 zrośniętych nitkami.
OwocNagi, czarny strąk o długości ok. 3 cm. Nasiona rozsiewane przez autochorię – łupiny dojrzałego strąka skręcają się gwałtownie, wyrzucając nasiona.
KorzeńGłęboki korzeń palowy oraz długie, podziemne rozłogi.

## Biologia i ekologia
Bylina, hemikryptofit. Siedlisko: łąki, zarośla. W górach sięga po piętro kosodrzewiny. W klasyfikacji zbiorowisk roślinnych gatunek charakterystyczny dla klasy (Cl.) Molinio-Arrhenatheretea. Kwiaty posiadają mechanizm zabezpieczający je przed samozapyleniem. Są przedprątne, pręciki dojrzewają w zamkniętym jeszcze kwiecie, pyłek zbiera się na włoskach pod znamieniem słupka. Gdy owad odwiedza kwiat, naciska na łódeczkę, co powoduje wysunięcie się słupka z pyłkiem znajdującym się na szczoteczce jego włosków. Pyłek przykleja się do brzucha owada i zostaje przezeń przeniesiony na inny kwiat, w którym słupek już jest dojrzały i zdolny do zapylenia. W zapylaniu biorą udział pszczoły i trzmiele. Roślina miododajna, kwitnie od czerwca do lipca, czasami w jesieni powtarza kwitnienie.